# فلیکس یغیازاریان
فلیکس یغیشی یغیازاریان (ارمنی: Ֆելիքս Եղիշի Եղիազարյան؛ زاده ۱۶ اوت ۱۹۴۷ - درگذشته ۲۳ نوامبر ۲۰۱۴) نقاش اهل ارمنستان است.

## زندگی‌نامه
وی در ۱۶ اوت ۱۹۴۷ در ایروان در به دنیا آمد و از کالج دولتی هنرهای زیبای پانوس ترلمزیان انستیتو دولتی هنری و نمایشی ایروان فارغ‌التحصیل گشت.  وی عضو اتحادیه نقاشان ارمنستان می‌باشد. وی همچنین برنده جوایزی همچون نقاش شایسته جمهوری ارمنستان (۲۰۱۲) و جایزه پوغوسیان (۲۰۰۵) شد. وی در ۲۳ نوامبر ۲۰۱۴ در سن ۶۷ سالگی در ایالات متحده آمریکا درگذشت.